# Тетрагонална кристална система
У кристалографији тетрагонална кристална система је једна од 7 могућих начина кристализације у природи. Тетрагонална система се дефинише преко три вектора елементарне транслације од којих су два једнаке дужине, а сва три вектора су управна један на други.
a = b, α = β = γ = 90°
|        |                      |
| проста | унутрашње центрирана |

‎ 

## Тетрагонална холоедрија
У тетрагоналној холоедрији могући су следећи прости облици:
- База
- Тетрагонална призма
  - прото
  - дефтеро
- Дитетрагонална призма
- Тетрагонална бипирамида
  - прото
  - дефтеро
- Дитетрагонална бипирамида

## Тетрагонална антихемиједрија
У тетрагоналној кристалној системи могући су облици са мањим бројем елемената симетрије и ти облици припадају антихемиједрији. Прости облици тетрагоналне антихемиједрије су:
- Сфеноедар и
- Дисфеноедар